# Mihaela Hogaș
Mihaela Hogaș (Brașov, 15 augustus 1998) is een Roemeens langebaanschaatsster.
In 2016 schaatste zij op de Olympische Jeugdwinterspelen een bronzen medaille op de gemengde teamsprint.
Op de Europese kampioenschappen schaatsen afstanden startte ze op de 500 meter. Een jaar later nam ze deel aan het EK sprint.

## Persoonlijke records
| Afstand    | Tijd    | Datum            | Baan           |
| ---------- | ------- | ---------------- | -------------- |
| 500 meter  | 38,377  | 11 december 2021 | Calgary        |
| 1000 meter | 1.16,19 | 4 december 2021  | Salt Lake City |
| 1500 meter | 2.03,34 | 9 maart 2018     | Salt Lake City |
| 3000 meter | 4.42,39 | 17 december 2017 | Inzell         |

## Resultaten
| Jaar | EK Sprint                | Olympische Spelen  | WK Junioren                  |
| ---- | ------------------------ | ------------------ | ---------------------------- |
| 2015 |                          |                    | 49e 500m 46e 1000m           |
|      |                          |                    |                              |
| 2018 |                          |                    | 18e 500m 18e 1000m 21e 1500m |
|      |                          |                    |                              |
| 2021 | 11e (15e, 12e, 13e, 12e) |                    |                              |
| 2022 |                          | 29e 500m 29e 1000m |                              |
| 2023 | 12e (13e, 13e, 11e, 12e) |                    |                              |

(#, #, #, #) = afstandspositie op sprinttoernooi (500m, 1000m, 500m, 1000m).